# Landschapspark Maasvallei

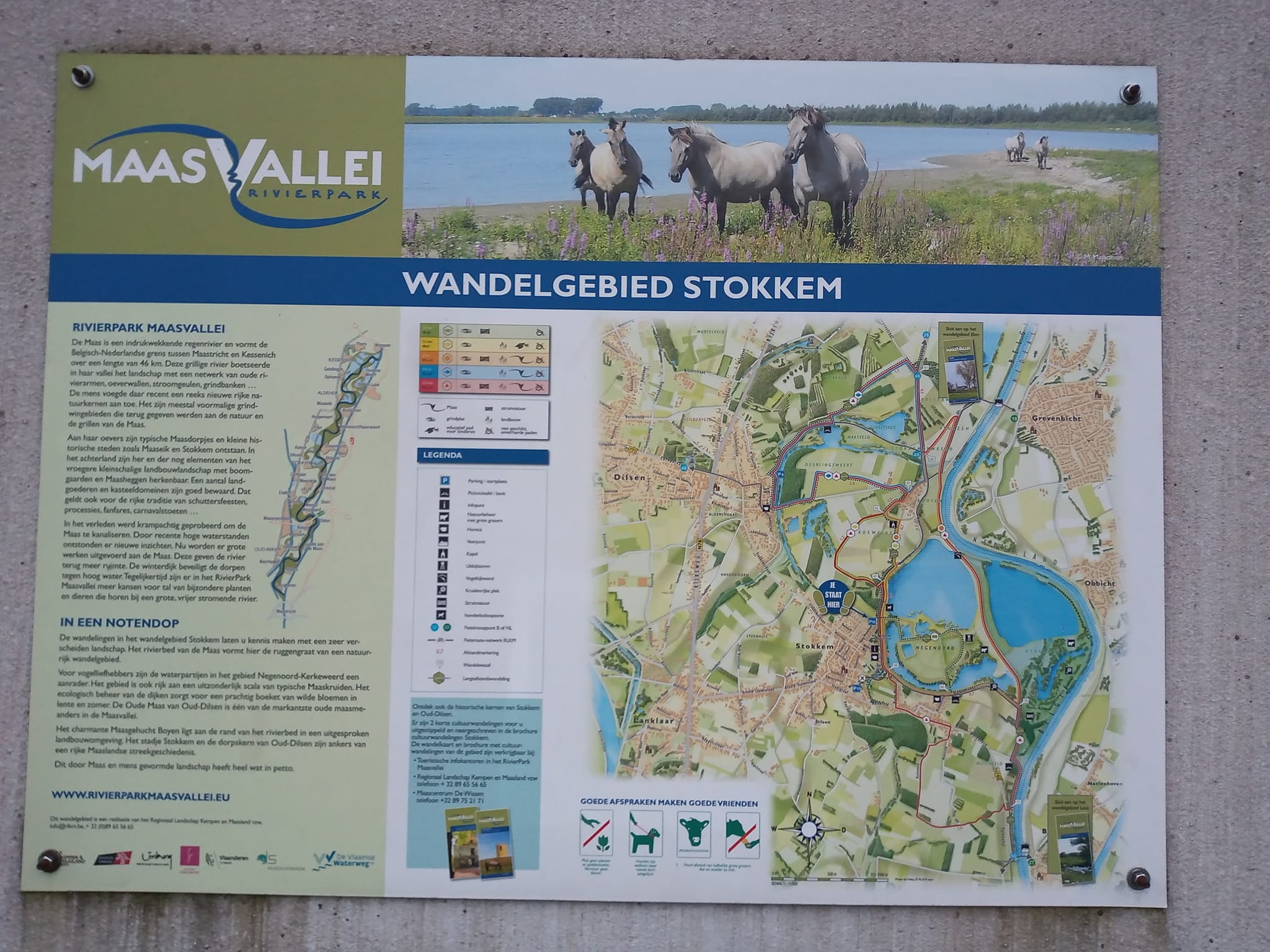

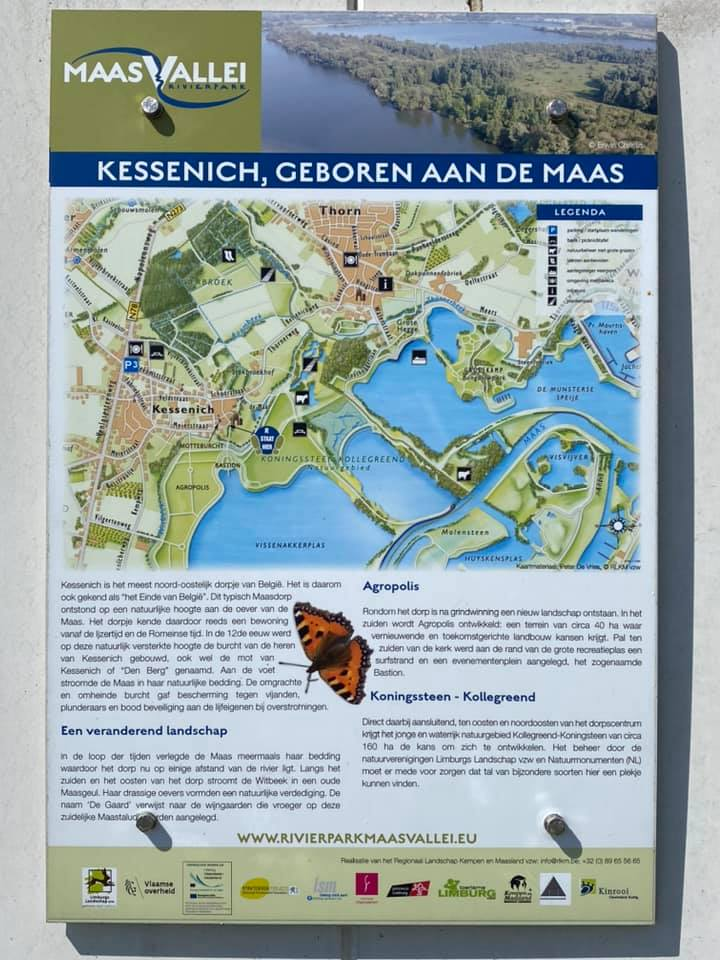

Het Landschapspark Maasvallei (tot 2023 ook RivierPark Maasvallei) is een initiatief van de vzw Regionaal Landschap Kempen en Maasland met als doel de natuur- en cultuurwaarden in zowel de Belgische als Nederlandse Maasvallei ecologisch en toeristisch te versterken. Sinds oktober 2023 is het gebied erkend als landschapspark Maasvallei. De ondertekenende partners van het landschapspark zijn de gemeentes Lanaken, Maasmechelen, Dilsen-Stokkem, Maaseik, Kinrooi, Maasgouw, Echt-Susteren, Sittard-Geleen, Stein, Meerssen en Maastricht.

## Beschrijving
Het Landschapspark Maasvallei strekt zich uit langs de regenrivier de Maas. In de winter, bij o.a. zware regenval in de Ardennen, krijgt de rivier de ruimte om uit haar bedding te treden. Hierdoor ontstond een uitgebreid netwerk van rivierarmen, oeverwallen, stroomgeulen, grindplassen, struingebieden en uiterwaarden. 630 ha van dit landschap is ingericht als natuurgebied. Het effectieve beheer van de natuurgebieden aan Belgische zijde van de Maas gebeurt door het Limburgs Landschap vzw en Natuurpunt. Het RivierPark Maasvallei ambieert om de komende jaren verder uit te groeien tot een grensoverschrijdend ecosysteem van 2,500 ha. Het maakt deel uit van Regionaal Landschap Kempen en Maasland.

## Geschiedenis
In 2006 werd een plan van aanpak gepresenteerd dat voorzag in een 1200 ha groot park. De bedoeling daarvan was om verrommeling, die onder meer door de grindwinning was ontstaan, een halt toe te roepen en de natuurwaarden te ontwikkelen.

## Natuur
Om het gebied langs de Maas te beschermen tegen overstromingen wordt er langs de Maas op grote schaal aan rivierherstel gedaan. Mede door deze maatregelen komen verschillende soorten watervogels, vlinders, libellen, wilde bijen en bevers in het gebied voor. Door het schonere water nam de visstand in de Maas de voorbije jaren toe waardoor er weer 30 verschillende soorten vis in de rivier zwemmen, waaronder: karper, blankvoorn, baars, snoek, barbeel en paling. Doordat de rivier een regenrivier is, worden verschillende zaden van planten die meegevoerd worden door het water bij overstromingen afgezet op de oevers. Hierdoor ontstaat een uitbundige kruidengroei op de rivieroevers. Delen van het gebied zijn Europees beschermd als onderdeel van Natura 2000-gebied (habitatrichtlijngebied 'Uiterwaarden langs de Limburgse Maas en Vijverbroek' (BE2200037)).

## Toerisme
Het toerisme in het RivierPark Maasvallei is voornamelijk gericht op fietsers, wandelaars en natuurliefhebbers. De toegankelijkheid werd verbeterd door vanuit een aantal startpunten in de toegangsdorpen (Kessenich, Aldeneik, Stokkem, Leut en Oud-Rekem) wandelgebieden en grensoverschrijdende fietslussen uit te werken. Alle dorpen alsook de stad Maaseik worden verbonden met een 35 km lange fietsroute. Verder zijn er ook mogelijkheden om te kajakken, kanoën, elektrische boottochten te maken en vissen.
De volgende natuurgebieden liggen in het park:
- Vijverbroek
- Koningssteen
- Kollegreend
- Bichterweerd
- Negenoord
- Kerkeweerd
- Maasbempder Greend
- Mazenhoven
- Maaswinkel
- Oude Weerd
- Hochter Bampd